# Joseph-Aldéric Ouimet
Pour l’article homonyme, voir Ouimet.
Joseph-Aldéric Ouimet (baptisé Joseph-Aldric Ouimet) (20 mai 1848-12 mai 1916 à l'âge de 67 ans) est un avocat et homme politique fédéral du Québec.

## Biographie
Né à Sainte-Rose, aujourd'hui fusionnée à la ville de Laval, dans le Canada-Est, il participe à la rébellion du Nord-Ouest et servant comme lieutenant-colonel du 65e bataillon des tireurs volontaires.
Élu député du Parti libéral-conservateur dans la circonscription fédérale de Laval lors de l'élection partielle de 1873, il est un partisan du gouvernement de John A. Macdonald.
Durant sa carrière au parlement, il est un défenseur des droits des Canadiens français, mais ses revendications sont ignorées en raison de l'attitude du chef métis Louis Riel. Suivant la première rébellion de Riel, il défend l'idée de lui pardonner et vote contre la motion conservatrice qui veut expulser Riel de son siège à la Chambre des communes et pour lequel il a été élu.
Avec le début d'une seconde rébellion en 1885, le ministre de la milice Adolphe Caron demande à Ouimet de créer un régiment à partir de Montréal pour se joindre à l'effort de suppression. Après avoir monté une troupe de 3 000 hommes, il est placé sous le commandement de Thomas Bland Strange. Ce dernier refuse la proposition de Ouimet de négocier une retraite sécuritaire pour Riel. Strange envoie Ouimet à Ottawa ce qui est perçu par les journaux comme une désertion. Il retourne dans l'Ouest où il commande Fort Edmonton.
Malgré son aversion pour les rebelles, Ouimet s'oppose à l'exécution de Riel lors de son retour à Ottawa. En dépit de ses efforts pour empêcher l'exécution, il est condamné par les Canadiens-français pour avoir aidé à mater la rébellion. Il vote tout de même pour la motion de censure libérale condamnant l'exécution de Riel.
Compte tenu que l'exécution de Riel détériore l'opinion des Québécois à l'encontre des conservateurs et en attente d'une réconciliation avec Ouimet, Macdonald le nomme à la position de président de la Chambre des communes après les élections de 1887.
En raison de la coutume qui alternait les présidents entre anglophones et francophones à chaque élection, Ouimet redevient député après les élections de 1891. Après le décès de Macdonald, son lieutenant québécois, Hector-Louis Langevin, est forcé de démissionner en raison d'allégation de corruption. En 1892, le premier ministre John Abbott nomme Ouimet ministre des Travaux publics. Malgré les nombreux changements de premiers ministres, il demeure à ce ministère. Sous Mackenzie Bowell, il est ministre intérimaire de l'Agriculture et Secrétaire d'État du Canada par intérim. Devant l'épineuse question des écoles du Manitoba, Bowell démissionne en raison de l'opposition de la majorité de son caucus, majoritairement anglophone et protestant, à son idée de créer une nouvelle commission scolaire catholique au Manitoba. 
Cette décision détériore encore plus l'opinion publique québécoise envers les conservateurs. Face à cette réalité, Ouimet décide de ne pas se représenter en 1896 et refuse de servir comme ministre dans l'éphémère cabinet de Charles Tupper.
Ouimet détient le record du nombre d'élections par acclamation avec cinq élections.